# Henri Lichtenberger
Henri Lichtenberger (Mulhouse, 12 marzo 1864 – Biarritz, 4 novembre 1941) è stato un germanista francese.

## Biografia
Henri Lichtenberger conseguì il dottorato in lettere nel 1891 con una poesia dei Nibelunghi. Fu professore di letteratura straniera presso la Facoltà di lettere di Nancy e professore di letteratura tedesca alla Sorbona.
Tradusse in francese il ciclo completo del Faust di Goethe e fu autore di numerosi studi sulla Germania.

## Opere

### Saggi
- Le Poème et la légende des "Nibelungen" (tesi), 1891
- Histoire de la langue allemande, A. Laisney, Parigi, 1895
- La Philosophie de Nietzsche, 1898
- Richard Wagner, poète et penseur, F. Alcan, Parigi, 1898
- Henri Heine et sa place dans la pensée contemporaine, L. Cerf, Parigi, 1904
- Henri Heine penseur, F. Alcan, Parigi, 1905
- L'Allemagne moderne : son évolution, F. Alcan, Parigi, 1907
- Novalis, H. Didier, Parigi, 1911
- La Guerre européenne et la question d'Alsace-Lorraine, Editions Chapelot, Parigi, 1915, 132 p. [BNF34099299] In collaborazione con André Lichtenberger (1870-1940).
- L'Allemagne d'aujourd'hui dans ses relations avec la France, G. Crès, Parigi, 1922
- L'Allemagne nouvelle, Flammarion, Parigi, 1936

### Traduzioni
- Johann Wolfgang von Goethe: Faust I e II, éd. Aubier-Montaigne, Parigi, 1932.